# Lei do Ventre Livre
Lei do Ventre Livre (Lei n.º 2040/1871), também conhecida como Lei Rio Branco, foi uma lei apresentada na Câmara dos Deputados em 12 de maio de 1871, sendo promulgada em 28 de setembro do mesmo ano. A fim de limitar a duração da escravidão no Brasil Imperial, a lei propunha, a partir da data de sua promulgação, a concessão da alforria às crianças nascidas de mulheres escravas no Império do Brasil.

## Contexto histórico

### Antecedentes
O processo de desenvolvimento do capitalismo industrial fez com que o centro econômico global fosse deslocado da Península Ibérica para a Grã-Bretanha. Portugal apresentava uma balança comercial deficitária em relação à da Inglaterra, o que levou o Império a viver na dependência inglesa, condição sancionada com o Tratado de Methuen. Assim, todo o ouro extraído do Brasil, cuja exploração era fundamentada no regime escravocrata, e que era levado a Portugal para o enriquecimento da metrópole, nela, não permanecia. Isso porque essa riqueza apenas cobria a margem deficitária que a Balança Comercial Lusitana tinha frente aos mercados ingleses.
A Grã-Bretanha, líder no processo de industrialização, foi também principal força em favor das transformações econômicas que se contrapunham ao sistema escravocrata. Isso porque a fase da Revolução Industrial pela qual passava era incompatível com a escravidão. A acumulação capitalista, a revolução no sistema de produção e nos meios de transporte e a crescente divisão do trabalho foram responsáveis pela expansão do mercado internacional, o que tornava impossível a manutenção do sistema colonial tradicional.
A Inglaterra, que aboliu o comércio de seres humanos em 1808 e a escravatura em suas colônias em 1833, passou a defender fortemente a supressão do tráfico internacional de escravos. Para além das considerações de ordem moral, a motivação dos ingleses era, principalmente, econômica. As Antilhas Britânicas tinham como fortes concorrentes no comércio de açúcar o Brasil e a Cuba. A privação da mão-de-obra barata da escravatura para os plantadores das colônias britânicas significava uma desvantagem competitiva muito forte frente aos rivais, o que motivou a luta inglesa pela extinção do tráfico e do regime escravocrata nas colônias americanas.
Foi a partir de 1825 que iniciaram as relações diplomáticas entre a Inglaterra e o Brasil, enquanto Estado independente. Essas negociações levariam à assinatura da Convenção Anglo-brasileira contra o Comércio de Escravatura em 1826, ratificada no ano seguinte. Dessa forma, o Império se comprometia a extinguir o tráfico negreiro em um prazo de três anos a contar a partir da ratificação do acordo. Isso significa que, após o ano de 1830, o tráfico de escravos era ilegal e considerado pirataria. Assim, em 1831 era promulgada a Lei Regencial de 7 de Novembro de 1831. Também conhecida como Lei Feijó-Barbacena, declarava "livres todos os escravos vindos de fora do Império" e impunha "penas aos importadores dos mesmos escravos".
As autoridades, no entanto, faziam vista grossa à pirataria que facilitava o comércio negreiro. Entre os anos de 1830 e 1850, o tráfico trouxe cerca de 700 mil africanos aos engenhos e fazendas. Ao passo que o governo britânico criticava a constante transgressão ao acordo tratado, nacionalistas protestavam contra à assinatura da Convenção. Segundo eles, a interferência inglesa no controle dos navios negreiros, marcada pela aprovação do “Ato de Supressão do Tráfico Negreiro” (Slave Trade Suppression Act) no Parlamento inglês, era um ataque à soberania nacional. Este cedia autorização a comissões anglo-brasileiras para julgarem navios negreiros brasileiro, os quais, sendo condenados, eram colocados a serviço da marinha inglesa, ou demolidos. O Ato ficou conhecido como Bill Aberdeen, e entrou em vigor em 8 de agosto de 1845.
A abolição da escravatura foi retardada por conta do sistema de plantio. O trabalho escravo era ainda um fator basilar da economia brasileira, o que tornou o regime escravocrata no Brasil o mais longevo da América Latina. Na década de 1860, porém, surge um movimento emancipacionista que resulta, em 1871, na aprovação da Lei do Ventre Livre. O que propiciou essa mudança política foi o reconhecimento, especialmente por elevadas autoridades, da escravatura enquanto uma instituição desacreditada no mundo ocidental, a qual requeria importantes restrições para continuar existindo.

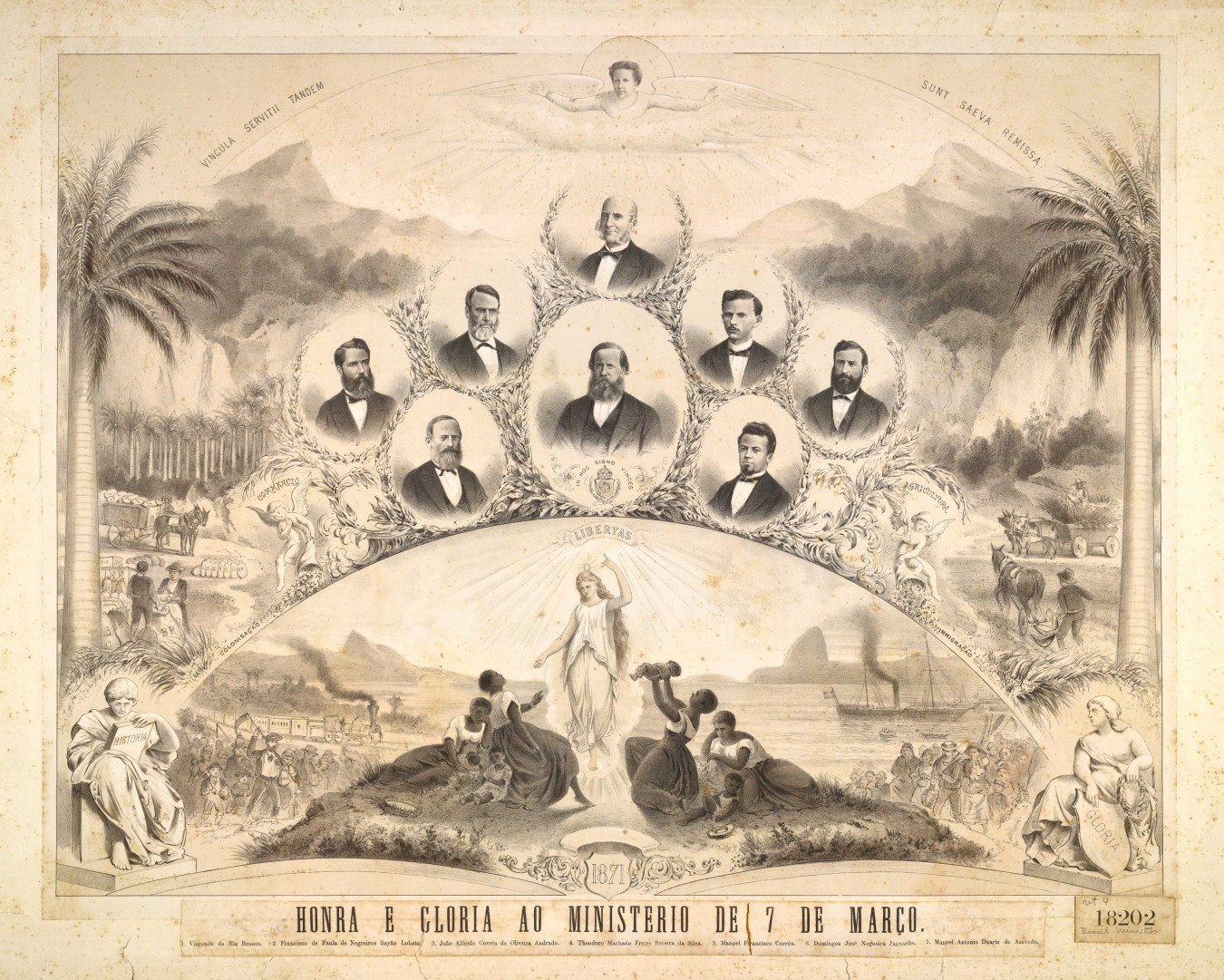
Ilustração do Gabinete Rio Branco em alusão à Lei do Ventre Livre.

### Outras tentativas
A Lei do Ventre Livre não foi a primeira tentativa de alforriar as crianças nascidas de escravas no Império do Brasil. Em 1850, o deputado Silva Guimarães, do Ceará, apresentou um projeto que declarava livres os nascidos desde então, e também proibia a separação dos cônjuges, prática estabelecida no regime escravocrata. A proposta não passou por deliberação na Câmara e, dois anos depois, Guimarães apresentaria um outro projeto semelhante, que levou o mesmo fim do primeiro.
Também no ano de 1852, a Sociedade contra o Tráfico de Africanos e Promotora da Colonização e Civilização dos Indígenas publicou um plano, nomeado Sistema de Medidas Adotáveis para a Progressiva e Total Extinção do Tráfico e da Escravatura, argumentando por que e como extinguir o tráfico negreiro e a escravatura no Brasil. Em seu texto, também argumenta em favor da liberdade do ventre, mas sob a condição de os jovens recém-libertos servirem ao senhor até os 18, para as mulheres, e os 21 anos, para o homens. Isso funcionaria como uma indenização pelas "despesas, incômodos e prejuízos resultantes da criação" dos nascidos.
Guimarães, entre os anos de 1862 e 1865, deu entrada a três outros projetos no Parlamento. O primeiro projeto tratava da proibição da comercialização de escravos "debaixo do pregão" e em exposição pública e da separação dos cônjuges e de seus filhos menores de 15 anos. Em 1864, publicava o segundo plano, que proibia a posse de escravos pelo governo, os chamados escravos da nação, e pela igreja. Também a impedia para estrangeiros vindos de países onde fosse proibida a escravidão. O projeto de número três vetava a estrangeiros residentes no Império aquisição e posse de escravos. Apesar de nenhuma das propostas ter sido aprovada, no ano seguinte, frades de São Bento anteciparam-se à lei e declararam livres as crianças nascidas a partir de 3 de maio de 1866.

## Caminhos do processo político da emancipação do ventre

Capa da Lei do Ventre Livre Documento sob a guarda do Arquivo Nacional (Brasil)

No ano de 1866, o Visconde de São Vicente apresentou cinco projetos para a emancipação dos escravos ao Imperador. Discutidos pelo Conselho do Estado, foram fundidos em um só texto, que seria a base da Lei do Ventre Livre. Entretanto, a Guerra do Paraguai congelou e retardou as movimentações do governo no processo emancipatório. Salvo a proibição dos leilões de escravos, que se sucedeu em 1869, nenhuma medida foi tomada até 1870 (ver Gabinete Pimenta Bueno). Aquele ano, foi formada uma comissão na Câmara para elaborar um projeto acerca da emancipação da escravatura.
A proposta resultante das deliberações da comissão em 1870 serviu de base para a lei apresentada no ano seguinte. Apesar da reação contrária ao projeto, o governo aprovou a lei em 1871, com alterações em prejuízo da liberdade dos escravos. A batalha parlamentar sustentava uma contradição fundamental da sociedade brasileira imperial. Ao passo que era reconhecido o desejo pela extinção da escravidão, também reconheciam-se os diretos que envolviam a problemática e os interesses da ordem pública: as plantações e a segurança. Esse entrave foi responsável pela gradatividade do processo emancipatório.
De toda forma, em 28 de setembro de 1871, o Senado aprova a lei nº 2040, que já havia sido aprovada pela Câmara dos Deputados. A Lei do Ventre Livre foi aprovada sob o Gabinete do Visconde do Rio Branco, José Maria da Silva Paranhos, cujo objetivo era possibilitar a transição, lenta e gradual, no Brasil do sistema de escravidão para o de mão-de-obra livre, de forma a não romper bruscamente com os interesses econômicos escravocratas. O projeto foi aprovado na Câmara com 65 votos a favor e 45 contrários. A maior parte dos votos contrários estava entre os cafeicultores de São Paulo, Minas Gerais e Rio de Janeiro.
Antecedida pela Lei Bill Aberdeen e sucedida pela Lei dos Sexagenários e pela Lei Áurea, a Lei do Ventre Livre representa o clímax do período de emancipação da escravatura. Após sua promulgação, dá-se início ao período de abolição da escravatura, diferença observada pelo historiador Evaristo de Morais; enquanto aquele é caracterizado pela preparação progressiva do escravo para a liberdade, este consiste no fim imediato do sistema escravocrata.

### José Maria da Silva Paranhos, o Visconde do Rio Branco
Firmada pela Princesa Isabel, em sua Primeira Regência, em virtude da primeira viagem do Imperador D. Pedro II à Europa, a Lei foi patrocinada pelo gabinete liderado por José Maria da Silva Paranhos, Visconde do Rio Branco.
Político, diplomata e jornalista, o visconde foi responsável pelo patrocínio da Lei do Ventre Livre, denominada Lei Rio Branco. Nascido em 1819 na capitania da Baía de Todos-os-Santos, Rio Branco entrou para a política na década de 1840, vindo a ser nomeado Presidente do Conselho de Ministros em 1871.

## Discussões sobre a lei

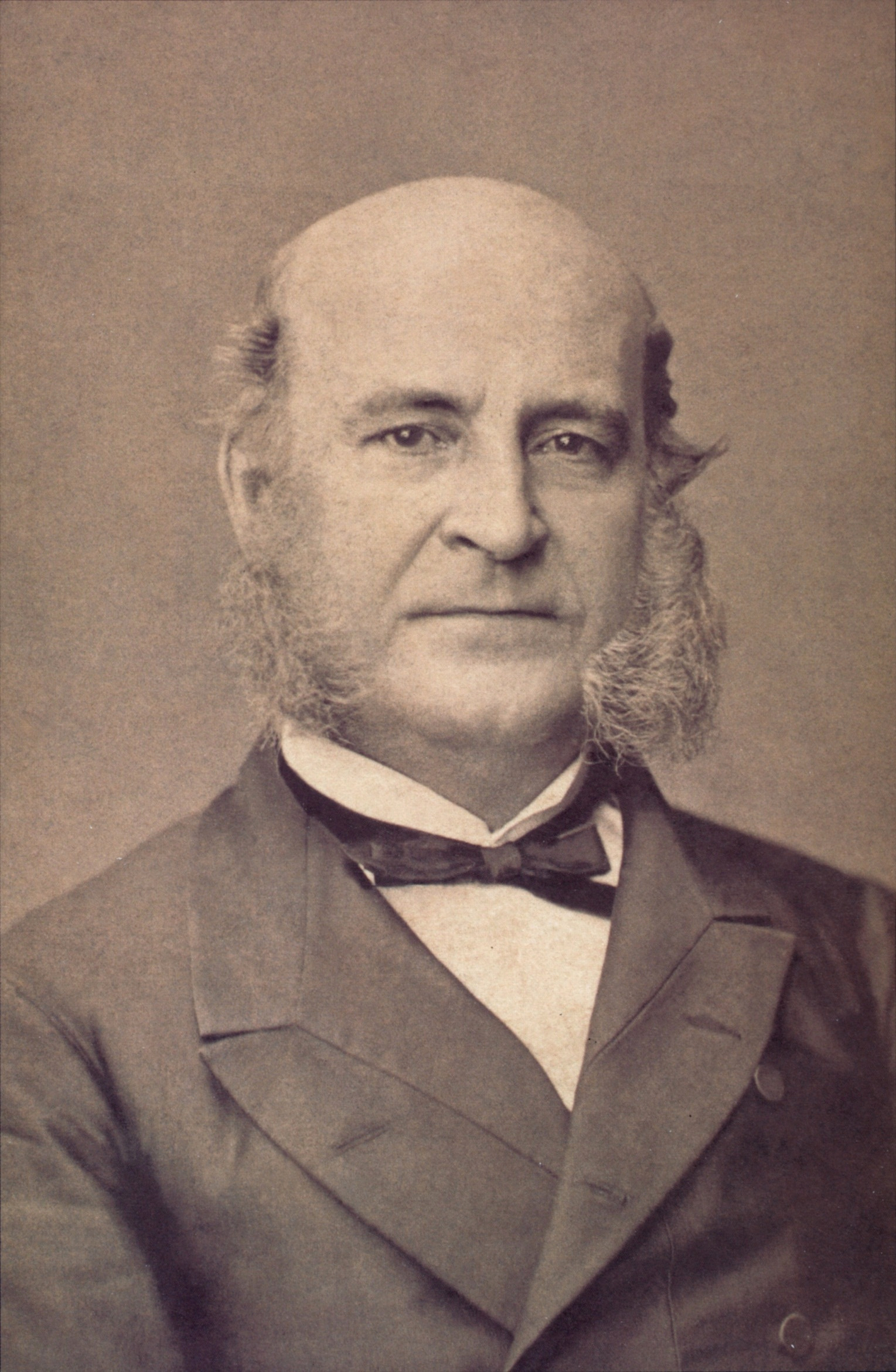
José Maria da Silva Paranhos, Visconde do Rio Branco

A lei foi bastante criticada pelo movimento abolicionista, vez que os problemas da escravidão não seriam resolvidos. As principais objeções levantadas foram que a lei:
- não proibiu o tráfico interprovincial;
- não estabeleceu o preço máximo para a alforria;
- não garantiu de forma eficaz o direito da manutenção da família escravizada, vez que apenas a alienação isolada dos membros da família fora proibida;
- não revogou a pena de açoites ou a lei que instituíra pena de morte aos escravos;
- não estabelecia um prazo para a extinção da escravidão, tampouco acenava com a liberdade aos escravos nascidos antes da promulgação da lei.[8]

Um discurso do deputado baiano Jerônimo Sodré, preparado antecipadamente na Bahia e proferido em 5 de março de 1879 na Câmara dos Deputados, deu início as discussões mais acaloradas sobre a ineficácia da lei, taxando-a de uma reforma vergonhosa e mutilada. Seus argumentos foram acolhidos por Joaquim Nabuco, que passou a debater sobre a emancipação dos escravos e medidas mais contundentes para a solução definitiva do problema. A efervescência política gerada pelo debate, associada à pressão de outras personalidades abolicionistas da sociedade, tais como José do Patrocínio e Ângelo Agostini, levaram a Lei dos Sexagenários e posteriormente a Lei Áurea, de 13 de maio de 1888, abolindo a escravidão.